# 뽀뽀뽀 아이 조아
《뽀뽀뽀 아이 조아!》는 대한민국의 문화방송의 매주 월요일~수요일 MBC TV에서 방영된 유아 교육 프로그램으로, TV유치원, 딩동댕 유치원과 함께 장수한 어린이 프로그램이다. 유사한 프로그램으로 미국의 어린이 교육 프로그램 세서미 스트리트가 있다.

## 방송 일정
| 방송 채널 | 방송 기간                           | 방송 시간                                                                       | 방송 분량 |
| MBC TV    |                                     |                                                                                 |           |
| --------- | ----------------------------------- | ------------------------------------------------------------------------------- | --------- |
| MBC TV    | 1981년 5월 25일                     | 월요일 아침 9시 35분 ~ 9시 50분                                                 | 15분      |
| MBC TV    | 1981년 5월 26일 ~ 1981년 6월 2일    | 화요일, 수요일, 목요일, 금요일, 토요일, 월요일, 화요일 아침 9시 20분 ~ 9시 35분 | 15분      |
| MBC TV    | 1981년 6월 3일 ~ 1981년 6월 20일    | 수요일 ~ 토요일 아침 8시 ~ 8시 20분                                             | 20분      |
| MBC TV    | 1981년 6월 22일 ~ 1981년 6월 23일   | 월요일 ~ 화요일 아침 7시 50분 ~ 8시                                             | 10분      |
| MBC TV    | 1981년 6월 24일 ~ 1981년 10월 3일   | 매주 월요일 ~ 토요일 아침 7시 50분 ~ 8시 10분                                   | 20분      |
| MBC TV    | 1995년 4월 17일 ~ 1997년 3월 1일    | 매주 월요일 ~ 토요일 아침 7시 50분 ~ 8시 10분                                   | 20분      |
| MBC TV    | 1997년 10월 20일 ~ 2000년 5월 13일  | 매주 월요일 ~ 토요일 아침 7시 50분 ~ 8시 10분                                   | 20분      |
| MBC TV    | 1981년 10월 5일 ~ 1982년 9월 7일    | 매주 월요일 ~ 토요일 아침 7시 50분 ~ 8시 15분                                   | 25분      |
| MBC TV    | 1982년 9월 8일 ~ 1982년 10월 16일   | 매주 월요일 ~ 토요일 아침 8시 ~ 8시 25분                                        | 25분      |
| MBC TV    | 1982년 10월 18일 ~ 1984년 4월 7일   | 매주 월요일 ~ 토요일 아침 7시 50분 ~ 8시 15분                                   | 25분      |
| MBC TV    | 1984년 4월 9일 ~ 1987년 4월 4일     | 매주 월요일 ~ 토요일 아침 7시 45분 ~ 8시 10분                                   | 25분      |
| MBC TV    | 1987년 4월 6일 ~ 1989년 4월 15일    | 매주 월요일 ~ 토요일 아침 7시 40분 ~ 8시 5분                                    | 25분      |
| MBC TV    | 1989년 4월 17일 ~ 1989년 9월 2일    | 매주 월요일 ~ 토요일 아침 8시 35분 ~ 9시                                        | 25분      |
| MBC TV    | 1989년 9월 4일 ~ 1991년 4월 20일    | 매주 월요일 ~ 토요일 아침 7시 40분 ~ 8시 5분                                    | 25분      |
| MBC TV    | 1991년 4월 22일 ~ 1992년 10월 9일   | 매주 월요일 ~ 금요일 아침 8시 ~ 8시 20분                                        | 20분      |
| MBC TV    | 1991년 4월 27일 ~ 1991년 10월 5일   | 매주 토요일 아침 7시 40분 ~ 8시                                                 | 20분      |
| MBC TV    | 1992년 10월 12일 ~ 1992년 11월 7일  | 매주 월요일 ~ 토요일 아침 7시 40분 ~ 8시 5분                                    | 25분      |
| MBC TV    | 1992년 11월 9일 ~ 1993년 4월 10일   | 매주 월요일 ~ 토요일 아침 8시 ~ 8시 20분                                        | 20분      |
| MBC TV    | 1993년 10월 16일                    | 토요일 아침 7시 50분 ~ 8시 40분                                                 | 50분      |
| MBC TV    | 1993년 10월 18일 ~ 1995년 4월 15일  | 매주 월요일 ~ 토요일 아침 7시 40분 ~ 8시                                        | 20분      |
| MBC TV    | 1997년 3월 3일 ~ 1997년 5월 24일    | 매주 월요일 ~ 토요일 아침 7시 30분 ~ 7시 50분                                   | 20분      |
| MBC TV    | 1997년 5월 26일 ~ 1997년 10월 18일  | 매주 월요일 ~ 토요일 아침 7시 40분 ~ 8시                                        | 20분      |
| MBC TV    | 2000년 5월 15일 ~ 2000년 10월 27일  | 매주 월요일 ~ 금요일 오후 4시 10분 ~ 4시 30분                                   | 20분      |
| MBC TV    | 2000년 10월 30일 ~ 2001년 12월 21일 | 매주 월요일 ~ 금요일 오후 4시 5분 ~ 4시 30분                                    | 25분      |
| MBC TV    | 2001년 12월 24일 ~ 2006년 10월 31일 | 매주 월요일 ~ 수요일 오후 4시 5분 ~ 4시 30분                                    | 25분      |
| MBC TV    | 2006년 11월 6일 ~ 2010년 10월 27일  | 매주 월요일 ~ 수요일 오후 4시 ~ 4시 30분                                        | 30분      |
| MBC TV    | 2011년 5월 30일 ~ 2013년 8월 7일    | 매주 월요일 ~ 수요일 오후 4시 ~ 4시 30분                                        | 30분      |
| MBC TV    | 2010년 11월 1일 ~ 2011년 5월 25일   | 매주 월요일 ~ 수요일 오후 4시 10분 ~ 4시 40분                                   | 30분      |

## 역대 뽀미언니
| 역대                  | 이름   | 기간                                           | 직업        | 비고                |
| --------------------- | ------ | ---------------------------------------------- | ----------- | ------------------- |
| 1대                   | 왕영은 | 1981년 5월~1984년                              | 방송인      | 최장                |
| 2대                   | 길은정 | 1984년~1985년 10월                             | 가수        | 2005년 1월 7일 사망 |
| 3대                   | 강석란 | 1985년 11월 ~1986년 4월                        | 탤런트      |                     |
| 4대                   | 신현숙 | 1986년 5월 ~ 1988년 6월                        | 아나운서    |                     |
| 5대                   | 김은주 | 1988년 7월~1989년 5월                          | 아나운서    |                     |
| 6대                   | 최유라 | 1990년 5월 ~ 1990년 11월                       | 배우        |                     |
| 7대                   | 장서희 | 1990년 11월 ~ 1991년 4월                       | 탤런트      |                     |
| 8대                   | 황선숙 | 1991년 5월~ 1992년 3월                         | 아나운서    |                     |
| 9대                   | 강연희 | 1992년 4월 ~ 1993년 10월                       | MC          |                     |
| 10대                  | 김혜영 | 1993년 10월 ~ 1994년 10월                      | 탤런트      |                     |
| 11대                  | 이의정 | 1994년 10월 ~ 1996년 3월                       | 탤런트      |                     |
| 12대                  | 정윤   | 1996년 3월 ~ 1996년 10월                       | 탤런트      |                     |
| 13대                  | 김윤정 | 1996년 10월 ~ 1997년 3월                       | 탤런트      |                     |
| 14대                  | 김수정 | 1997년 3월 ~ 1998년 3월                        | 탤런트      |                     |
| 15대                  | 조여정 | 1998년 3월 ~ 1998년 11월                       | 배우        | 최연소(17세)        |
| 16대                  | 임진아 | 1998년 11월 ~ 1999년 6월                       | 배우        |                     |
| 17대                  | 김혜연 | 1999년 6월 30일~ 2001년 4월 23일               | VJ          |                     |
| 18대                  | 하은애 | 2001년 4월 23일 ~ 2002년 4월 8일               | 배우        |                     |
| 19대                  | 김경화 | 2002년 4월 8일 ~ 2004년 5월                    | 아나운서    |                     |
| 20대                  | 김지아 | 2004년 5월 ~ 2006년 7월 14일                   | 배우        |                     |
| 21대                  | 최정원 | 2007년 4월 ~ 2008년 1월                        | 뮤지컬 배우 | 최연장(38세)        |
| 22대                  | 이하정 | 2008년 1월 ~ 2009년 5월                        | 아나운서    |                     |
| 23대                  | 나경은 | 2009년 5월 25일 ~ 2010년 4월                   | 아나운서    | [ 5 ]               |
| 23대                  | 나경은 | 2011년 1월 ~ 2012년 10월 24일                  | 아나운서    | [ 5 ]               |
| 임시                  | 양승은 | 2010년 4월 ~ 2010년 12월                       | 아나운서    | 임시 뽀미언니       |
| 24대                  | 강다솜 | 2012년 10월 29일 ~ 2013년 8월 7일              | 아나운서    |                     |
| 뽀뽀뽀 폐지 이후 임시 | 윤보미 | 2013년 8월 7일~ 뽀미언니 살리기 운동 전개 이후 | 유튜버      |                     |

## 주제가
- 작사/작곡/편곡:이휘제[6]
- 노래:어린이 여러명

## 등장 인물
- 뽀식이
- 뽀병이
- 뽀동이
- 뽀숙이
- 뽀뽀뽀 박사
- 뽀영이
- 또또맨
- 호이 홍
- 치카포카맨
- 치카치카 박사
- 미스터 세븐
- 뿅뿅이
- 뽀야
- 깡지
- 꽁지
- 개똥이
- 불난코
- 삐삐
- 덜렁이
- 촐랑이
- 서둘러
- 우아해 아줌마
- 동그리동
- 뽀이뽀
- 로봇맨
- 곰돌이
- 쌍라이트
- 우당당
- 주머니 할머니
- 된장 할머니
- 고추장 할아버지
- 뽀상이
- 뽀돌이
- 바비
- 미씨

## 출연진
- 이용식
- 김병조
- 조동희
- 이혜민
- 김혜영
- 김학도
- 홍인규
- 태진아
- 김흥국
- 서세원
- 정성호
- 서경석
- 문단열
- 김현철
- 홍석천
- 이경애
- 신동
- 황제성
- 이병준
- 조춘
- 김유행
- 로버트 할리
- 이윤석
- 홍기훈
- 사미자
- 최형만
- 바비킴
- 이상우
- 장미화
- 김진수
- 주슬기
- 노희지
- 인병국
- 곽정욱
- 이인성
- 이영유

## 배출한 주인공
- 고수영 (1983 ~ 1992년)
- 김하영 (1984 ~ 1985년)
- 류덕환 (1992 ~ 1993년)
- 노희지 (1993 ~ 1994년)
- 주슬기 (1993 ~ 1994년)
- 권지용 (지드래곤) (1994년)
- 신세경 (1995 ~ 1996년)
- 이세영 (1997 ~ 1998년)
- 김새론 (2005 ~ 2006년)
- 이병준
- 남다름
- 김민우(2004.04.01)

## 타이틀 변천사
| 기수 | 타이틀             | 방송 기간                         |
| ---- | ------------------ | --------------------------------- |
| 1기  | 뽀뽀뽀             | 1981년 5월 25일 ~ 2007년 4월 4일  |
| 2기  | 뽀뽀뽀 아이 조아   | 2007년 4월 9일 ~ 2013년 8월 7일   |
| 3기  | 뽀뽀뽀 모두야 놀자 | 2018년 4월 2일 ~ 2020년 1월 6일   |
| 4기  | 뽀뽀뽀 친구친구    | 2020년 7월 13일 ~ 2021년 6월 22일 |
| 5기  | 뽀뽀뽀 좋아좋아    | 2021년 8월 9일 ~ 현재             |

## 시청률
1980년대에 높은 시청률 인기를 얻었으나, 1990년대 초반에 하락되어, 1993년 시청률 저조로 개편을 맞아, 평일이 아닌 토요일 시간대로 축소됐으나, 시청자 항의로 평일 시간대로 원상 복구됐다. 1990년대 중반 당시에 시청률 10%이었으며, 1990년대 후반 이후 케이블TV와 인터넷 가입자수 증가로 시청률이 한자리수까지 크게 떨어져 겨우 최하위권을 모면하는 수준이었다.
시청률 조사회사인 TNmS와 닐슨코리아에 따르면 매주 일요일 생방송 시청률 0%대를 최하위 집계한 것이다.